# Kombinationslag
Kombinationslag förekommer i lagsport, och sätts samman till vänskapsmatcher. De kan representanterera städer, kommuner med mera. Göteborgsalliansen är ett berömt stadslag.